# جيريمي ستون
جيريمي ستون (بالإنجليزية: Jeremy J. Stone)‏ هو عالم أمريكي، ولد في 1935، وتوفي في 2017 بسبب سرطان البروستاتا.